# Leonhard Blumer (Missionar)
Leonhard Waldemar Otto Blumer (* 22. Mai 1878 in Kiiu, heute Landgemeinde Kuusalu, Estland; † 23. August 1938 in Kuressaare, Insel Saaremaa) war ein estnischer Missionar und Afrikanist.

## Leben und Werk
Leonhard Blumer war zunächst als Dorflehrer im estnischen Varudi (heute Landgemeinde Sõmeru) tätig. Er studierte von 1901 bis 1907 am Seminar des Leipziger Missionswerks. Am 17. Mai 1907 wurde er zum Pfarrer ordiniert. Blumer lebte von 1907 bis 1930 in Tanganjika in Deutsch-Ostafrika, vor allem in Arusha und Umgebung, als Missionar unter den Massai. 1912/13 und 1924–1926 kehrte er auf Heimaturlaub nach Estland zurück. Blumer gründete bis 1927 dreizehn Schulen mit insgesamt 400 Schülern und 16 Lehrern. Daneben bekehrte er mehr als 500 Massai zum Christentum.
Blumer ist vor allem für seine Forschung zur Kultur und Sprache der Massai bekannt geworden. Mitte der 1920er Jahre veröffentlichte er die erste Fibel sowie den ersten Katechismus in Maa, der Sprache der Massai. Beide Werke erschienen 1925/26 in Leipzig im Druck. Blumer legte damit den Grundstein für die Schriftsprache der Massai. Blumers Sohn Wilhelm setzte ab 1936 die Arbeit des Vaters in Afrika fort.

## Privatleben
Im Februar 1910 heiratete Blumer Bertha Hacker, die ihm im selben Jahr nach Afrika folgte.
Mit ihr bekam er dort drei Kinder, Magdalena, Wilhelm und Arnhold.
Leonhard Blumer liegt heute auf dem Rahumäe-Friedhof von Tallinn begraben.